# Надьканижа
На́дьканижа (венг.  Nagykanizsa, хорв. Kaniža) — город на юго-западе Венгрии, в медье Зала. Население — 48 664 человека (на 1 января 2014 г.). Важный промышленный центр, железнодорожный узел.

## География и транспорт
Город расположен в 210 километрах к юго-западу от Будапешта и в 40 километрах от южной оконечности озера Балатон. В 15 километрах от города проходит граница с Хорватией. Через город протекает небольшая речка Канижа, приток Залы (бассейн Балатона). Надьканижа стоит на автомобильной и железнодорожной магистрали Будапешт — Загреб, причём в Надьканиже они расходятся — автомобильное шоссе идёт на столицу Хорватии через Чаковец и Вараждин, а железная дорога через Копривницу и Крижевцы. Другие автомобильные дороги ведут из Надьканижи в Капошвар и Залаэгерсег. Время пути на поезде до Будапешта — 4 часа.
В 30 километрах к северо-востоку от города расположен международный аэропорт Балатон-Шармеллек.

## История
Название «Канижа» славянского происхождения, означает «княжеский». Впервые это имя упомянуто в документах в 1245 году. В XIII веке здесь был построен укреплённый замок.
В 1571 году город оккупирован турками. В 1601 году австрийская армия предприняла попытку отвоевать город, однако полуторамесячная осада не привела к успеху, турки отбили все атаки. Освобождён город был вместе с остальной Венгрией в конце XVII века. Обезлюдевшую территорию заселяли колонисты из Германии, Сербии и Хорватии, что привело к мультиэтническому составу населения города.
После поражения турок Надьканижа потеряла своё военное значение, однако быстро начала развиваться, как транспортный узел на пересечении торговых маршрутов, соединяющих Адриатическое побережье с Будапештом и Веной.
В 1765 году в городе открыта школа пиаров. В 1860 году через город прошла железная дорога, связавшая крупнейший адриатический порт Риеку с Будапештом и Веной, что способствовало дальнейшему развитию города.
В конце XIX века также быстро развивается промышленность — пивоварение, переработка молока, другие направления пищевой промышленности; а также производство изделий из стекла и банковское дело. В 1895 году открыта экономическая школа.
Перекройка границ после Первой мировой войны нанесла удар по роли города, как торгового центра. Оживить экономику города помогло обнаружение в окрестностях месторождений нефти и газа, быстро превратившее Надьканижу в центр венгерской нефтеперерабатывающей промышленности. 
Ближе к концу Второй мировой войны нефтяные месторождения Надьканижа были последними, оставшимися доступными для немцев. В результате, при приближении к городу линии фронта он был превращён в укреплённый опорный пункт. Кроме того, для защиты этих месторождений вермахт в ночь на 6 марта 1945 начал последнее наступление в войне. Но 2 апреля 1945 года немецкие войска были выбиты из города.
После Второй мировой войны индустриализация города продолжалась. В 1965 году в городе построена фабрика по производству электротоваров, в настоящее время — фабрика источников света компании General Electric.

## Экономика
Основа экономики города — пищевая промышленность (мукомольные фабрики), производство оборудования для нефтегазовой промышленности. Одним из крупнейших предприятий города является завод General Electric, производящий источники света.
- Надьканижа, аэрофотосъёмка
- Лодочное озеро и его окрестности, излюбленное место отдыха жителей города, Надьканижа.
- Железный человек, вывеска бывшего магазина скобяных изделий на стене Дома Железного человека, Надьканижа

## Население
| Год  | Численность | Численность |
| ---- | ----------- | ----------- |
| 2013 | 49 070      | [ 4 ]       |
| 2014 | 48 664      | [ 5 ]       |
| 2018 | 46 866      | [ 6 ]       |
| 2019 | 46 649      | [ 7 ]       |
| 2021 | 45 428      | [ 8 ]       |
| 2022 | 43 228      | [ 9 ]       |
| 2023 | 43 188      | [ 10 ]      |
| 2024 | 42 502      | [ 1 ]       |

## Города-побратимы
- Акко, Израиль
- Глайсдорф, Австрия
- Казанлык, Болгария
- Канижа, Сербия
- Ковасна, Румыния
- Кёнигзее, Германия
- Пухгайм, Германия
- Сало, Финляндия
- Тольятти, Россия (июнь 1998)
- Чаковец, Хорватия
- Шицзячжуан, Китай